# زمین‌لرزه ۲۰۲۰ الازیغ
زمین‌لرزه ۲۰۲۰ الازیغ یک زمین‌لرزه در ۲۴ ژانویه ۲۰۲۰ بود که در شهر الازیغ، ترکیه به بزرگی ۶٫۷ ریشتر رخ داده‌است.
این زمین‌لرزه در شهرهای دیاربکر، ملطیه، آدیامان و صامسون در کشور ترکیه احساس شده‌است.